# Nagisa Shirai
Pour les articles homonymes, voir Shirai.
Répertoire
Le Sacre du printemps
Blanche Neige
Nagisa Shirai, née en 1981 au Japon, est une danseuse japonaise de danse contemporaine membre pendant près de vingt ans du Ballet Preljocaj avant de devenir professeur de pilates.

## Biographie
Nagisa Shirai se forme tout d'abord en danse classique au sein du Tamami Watanabe Ballet, avant de continuer sa formation à Nantes puis, en 1998, au Conservatoire national supérieur de musique et de danse de Lyon. Elle entre au Ballet Preljocaj en 2001 où elle tient fréquemment les premiers rôles notamment pour les ballets Le Sacre du printemps (2001), la reprise de Roméo et Juliette (2005), ou la création Blanche Neige (2008).
En 2014, elle obtient une dispense de diplôme d'État de professeur de danse contemporaine au titre de la renommée particulière. En 2017, elle obtient son certificat de professeur de Romana Pilates.
Nagisa Shirai quitte le Ballet Preljocaj en janvier 2019 pour se consacrer dès lors au pilates en créant son propre studio à Cassis.